# Drapeau d'Erandio
Le Drapeau d'Erandio (Bandera de Erandio en castillan) est le prix d'une régate d'aviron (trainière) qui a lieu depuis 1988, organisée par le Club d'aviron Lutxana.

## Histoire
C'est une compétition contre-la-montre dans le rio (rivière) Nervion, depuis le Pont de Róntegui jusqu'au Pont des Chantiers navals Réunis du Nervion.

## Palmarès
| Édition | Année | Vainqueur        | Second         | Troisième        |
| I       | 1988  | Santurtzi        | Mundaka        | Arraun Lagunak   |
| II      | 1989  | Santurtzi        | Arraun Lagunak | Castropol        |
| III     | 1990  | Zumaia           | Orio           | Castropol        |
| IV      | 1991  | Orio             | San Pedro      | Algorta          |
| V       | 1992  | Orio             | Santurtzi      | Zierbena         |
| VI      | 1993  | Santurtzi        | Zierbena       | Kaiku            |
| VII     | 1994  | Santurtzi        | San Pedro      | Hernani          |
| VIII    | 1995  | Mecos            | Orio           | Illunbe          |
| IX      | 1996  | Illunbe          | Santurtzi      | Portugalete      |
| X       | 1997  | --               | --             | --               |
| XI      | 1998  | --               | --             | --               |
| XII     | 1999  | --               | --             | --               |
| XIII    | 2000  | Ciudad Santander | Santurtzi      | Arkote           |
| XIV     | 2001  | --               | --             | --               |
| XV      | 2002  | Arkote-Elantxobe | Lutxana        | Ciudad Santander |
| XVI     | 2003  | --               | --             | --               |
| XVII    | 2004  | Hondarribia B    | --             | --               |
| XVIII   | 2005  | San Juan B       | Santurtzi      | Lutxana          |
| XIX     | 2006  | Kaiku            | Urola-Kosta    | Ur-Kirolak       |
| XX      | 2007  | Busturialdea     | Portugalete    | Hernani          |
| XXI     | 2008  | Astillero        | Orio B         | Trintxerpe       |
| XXII    | 2009  | Deusto           | Guetxo         | Trintxerpe       |
| XXIII   | 2010  | Zumaia B         | Colindres      | Santoña          |